# Leopold Jan Cehak
Leopold Jan Cehak, poljski general, * 1889, † 1946.